# Ларго Винч: Гнев прошлого
«Ларго Винч: Гнев прошлого» (фр. Largo Winch: Le Prix de l'argent) —  французский триллер режиссёра Оливье Массе-Депассе по сценарию Джордано Гедерлини и Доменико Ла Порта. Как и два предыдущие, фильм основан на одноимённом бельгийском комиксе. Сиквел фильма «Ларго Винч 2» и третья часть серии фильмов о Ларго Винче. Томер Сислей вновь исполнит роль главного героя фильма, а Джеймс Франко сыграет главного антагониста фильма. Фильм выйдет в российский прокат 29 августа 2024 года. Дистрибьютор – компания Exponenta Film. Название фильма в России – «Ларго Винч: Гнев прошлого».

## Сюжет
Ларго Винч, уже переживший похищение своего 15-летнего сына, становится свидетелем самоубийства коллеги по бизнесу. Все оборачивается против наследника Groupe W. Постепенно он обнаруживает, что эти события могут быть связаны между собой. Ларго сделает все возможное, чтобы найти своего сына, где бы его не прятали.
Официальный синопсис фильма: Во время семейного отпуска у красавца и миллиардера Ларго Винча похищают сына. Одновременно Ларго оказывается обвиненным в убийстве. Его объявляют в розыск международные спецслужбы. Бизнес-империя Ларго начинает рушиться. Только поняв, как связаны между собой эти разрозненные события и окунувшись в прошлое своей семьи, Ларго Винч сможет противостоять гневу загадочного и всемогущего противника и спасти сына.

## В ролях
- Томер Сислей — Ларго Винч[3]
- Джеймс Франко  — Эцио Бернтвуд[3]
- Денис О’Хэр — Дэвид Кокрейн
- Нараян Дэвид Гектер — Нум[5]
- Джонатан Соудон — Олсен
- Клотильда Эсме — Хлоя Рива
- Элиза Тиллолой — Бони[5]

## Производство
О начале работы над будущем фильмом стало известно в конце 2022 — начале 2023 года. Основная часть съёмок проходила в Болгарии, дополнительные съёмки прошли в Таиланде и Бельгии. В начале февраля 2023 года начались съёмки, которые завершились в конце июня. Известно, что Джеймс Франко исполнит роль главного злодея в фильме, а Томер Сислей вновь вернётся к роли Ларго Винча в манере, напоминающей предыдущие две части.